# Дзюбанівка
Дзюбані́вка — село в Україні, у Козельщинській селищній громаді Кременчуцького району Полтавської області. Населення становить 127 осіб. До 2020 орган місцевого самоврядування — Оленівська сільська рада.

## Географія
Село Дзюбанівка знаходиться за 4,5 км від правого берега річки Великий Кобелячок, примикає до села Трояни (Білицька селищна громада), на відстані 0,5 км розташоване село Калинівка. Поруч проходить автомобільна дорога Н31.

## Історія
12 червня 2020 року, відповідно до розпорядження Кабінету Міністрів України № 721-р «Про визначення адміністративних центрів та затвердження територій територіальних громад Полтавської області», село увійшло до складу Козельщинської селищної громади.
19 липня 2020 року, в результаті адміністративно - територіальної реформи та ліквідації Козельщинського району, село увійшло до складу новоутвореного Кременчуцького району.